# نظرية نيوتن للمدارات الدوارة
نظرية نيوتن للمدارات الدوًّارة (بالإنجليزية: Newton’s theorem of revolving orbits)، وهي نظرية تستخدم في الميكانيكا الكلاسيكية لتحديد القوة المركزية التي تجعل حاصل ضرب السرعة الزاوية لجسيم ما في معامل k لا يسبب أي تغير في حركته الشعاعية. طبق نيوتن نظريته تلك ليفهم ظاهرة دوران المدارات (المبادرة القبوية) التي نراها في مدارات الكواكب والأقمار. يشير مصطلح الحركة الشعاعية إلى حركة الجسم تجاه أو بعيدًا عن مركز القوة، بينما تكون الحركة الزاوية عموديةً على تلك الحركة الشعاعية. وضع نيوتن هذه النظرية بالمقترحات رقم 43 إلى 45 من المجلد الأول لكتابه الأصول الرياضية للفلسفة الطبيعية، والذي نُشر عام 1687. وضح نيوتن في المقترح 43 أن القوة المُضافة يجب أن تكون قوةً مركزية تعتمد قيمتها فقط على المسافة r بين الجسيم ونقطة ثابتة بالفراغ (المركز). واستنتج في المقترح 44 معادلةً لهذه القوة بينت أنها قوة تكعيب عكسي، أي أنها تتناسب عكسيًا مع مكعب المسافة r. مد نيوتن نظريته في المقترح 45 لتشمل القوى المركزية المتغيرة، وذلك بافتراض أن الجسيم يدور بمدار شبه دائري (إهليجي).
أشار عالم الفيزياء الفلكية سابرامانين تشاندراسخار في تعليقه على كتاب نيوتن عام 1995 إلى أن هذه النظرية ما زالت غير مفهومة بشكل كبير، ولم تُطوًّر على مدار الثلاثة قرون الماضية. أُجريت الدراسات على هذه النظرية منذ عام 1997 بواسطة دونالد ليندن بيل ومعاونيه. وطُورت هذه النظرية لأول مرة في عام 2000 بفضل جهود محمد وفودة، عالمي الرياضيات التطبيقية بجامعة ويتووترسراند بجنوب أفريقيا.

## السياق التاريخي
دُرست حركة الأجرام الفلكية بشكل منهجي على مدار آلاف السنين. لوحظت النجوم وهي تدور بشكل موحد، إذ تحافظ دائمًا على مواقعها النسبية في السماء بالنسبة لبعضها البعض، بينما لوحظت بعض الأجرام الأخرى تتجول في السماء عبر الخلفية الثابتة المكونة من النجوم، وكانت أغلبية هذه الأجرام كواكب، والتي استمدت اسمها في اللغة الإنجليزية (Planets) من الكلمة الإغريقية (planētoi) التي تعني (الجوالة). تتحرك هذه الكواكب بشكل عام في اتجاه واحد بمساراتها في السماء (مسار الشمس) على الرغم من وجود بعض الكواكب الفردية التي تعكس اتجاه حركتها في ظاهرة تُعرف بالحركة التراجعية.
وضع أبلونيوس البرغاوي (الذي عُرف في الفترة بين عامي 262 إلى 190 قبل الميلاد) مفهوم فلك التدوير لوصف الحركة الأمامية والخلفية، ويصور هذا المفهوم الكواكب وهي محمولة على مدارات دوارة محمولة بدورها على مدارات دوارة أخرى، وهكذا. ويمكننا وصف أي مدار عن طريق عدد كافٍ من أفلاك التدوير الموضوعة بعناية، وتعتبر هذه الطريقة متوافقة مع العملية الرياضية الحديثة المعروفة بتحويل فورييه. نشر كلوديوس بطليموس بعد ذلك بنحو 350 عامًا تقريبًا كتاب المجسطي، الذي وضع فيه نظامًا يطابق أفضل عمليات الرصد الفلكي التي أُجريت في عصره. اتبع بطليموس نموذج مركزية الأرض الموضوع بواسطة أرسطو ليشرح مفهوم فلك التدوير، وكانت الكواكب بهذا النموذج محصورةً داخل كرات دوارة متحدة المركز. وظل هذا النموذج الكوني سائدًا لنحو 1500 سنة.
ترسخ الفهم الحديث لحركة الكواكب بفضل الجهود المشتركة لعالم الفلك تيخو براهي وعالم الفيزياء يوهانس كيبلر خلال القرن السادس عشر. يعود الفضل لتيخو في قياسه للحركات الكوكبية بشكل بالغ الدقة، واستخدم كيبلر هذه القياسات ليستنتج قوانينه للحركة الكوكبية. تتحرك الكواكب وفقًا لهذه القوانين في مدارات إهليجية بدلًا من الاعتقاد القديم بتحركها في أفلاك تدوير وتدور أيضًا حول الشمس وليس الأرض كما كان يُعتقد في الماضي. يقدم قانوني كيبلر الثاني والثالث استنتاجات كمية: إذ ينص القانون الثاني على أن الكوكب يغطي مساحات متساوية بأزمنة متساوية خلال حركته المدارية، وينص القانون الثالث على أن مربع الفترة المدارية للكوكب يتناسب طرديًا مع مكعب نصف المحور الرئيسي لمداره. أظهرت الملاحظات اللاحقة لمدارات الكواكب أن المحور الطويل للإهليج (والمعروف بخط القبا) يدور بشكل تدريجي مع الوقت؛ ويُعرف هذا الدوران بالمبادرة القبوية. تعتبر نقطتا القبا بالمدار هما النقطتان الذي يكون عندهما الكوكب عند مسافته الأقرب أو عند مسافته الأبعد من الجرم المركزي الذي يدور حوله، وتعرف نقطتا القبا عند مدارات الكواكب التي تدور حول الشمس بنقطة الحضيض الشمسي (النقطة الأقرب للشمس)، ونقطة الأوج الشمسي (النقطة الأبعد من الشمس).
وضع إسحق نيوتن نظريةً فيزيائية فسرت قوانين كيبلر الثلاثة، وذلك في كتاب الأصول الذي نشره بعد وضع هذه القوانين بنحو ثمانين عامًا، وقامت هذه النظرية على قوانين نيوتن للحركة، وقانون الجذب العام لنيوتن. وعلى وجه التحديد، افترض نيوتن أن قوة الجاذبية بين أي جسمين عبارة عن قوة مركزية F(r) تتناسب عكسيًا مع مربع المسافة r بينهما. ووضح نيوتن من خلال قوانينه للحركة أن مدار أي جسيم تؤثر عليه قوة مركزية سيكون دائمًا على شكل قطع مخروطي، وتحديدًا قطع ناقص مغلق (إهليج). ومع ذلك، يظل هذا الاستنتاج قائمًا فقط في حالة وجود جسمين فقط (مسألة الجسمين)، ولكن ظلت (مسألة الأجسام ن)، التي توجد فيها ثلاثة أجسام أو أكثر متأثرةً بجاذبيتهم المشتركة، دون حل لمدة بلغت قرونًا بعد نيوتن بالرغم من اكتشاف بعض الحلول لبضع من الحالات الخاصة. اقترح نيوتن أن مدارات الكواكب حول الشمس إهليجية بشكل كبير بسبب غلبة جاذبية الشمس على جاذبيتهم؛ إذ يمكن إهمال تأثير جاذبية الكواكب تقريبًا على بعضها البعض. وبالمثل، ينتج المدار الإهليجي للقمر بفعل غلبة جاذبية الأرض عليه؛ فيمكن إهمال قوى الجاذبية الأخرى المؤثرة عليه تقريبًا وهي جاذبية الشمس وبقية الكواكب. ومع ذلك، ذكر نيوتن أن المبادرة القبوية التدريجية، والخاصة بمدارات الكواكب والقمر تحدث بفعل هذه القوى المُهمَلة للجاذبية؛ إذ ذكر نيوتن أن مبادرة مدار القمر تحديدًا تحدث بسبب تفاعل قوة جاذبية الشمس وتأثيرها على مداره.